# 1881年香港
|        | 香港歷史 \| 香港歷史年表                                                                                                   |
| 世紀： | 18世紀香港 \| 19世紀香港 \| 20世紀香港                                                                                     |
| 年代： | 1850年代香港 \| 1860年代香港 \| 1870年代香港 \| 1880年代香港 \| 1890年代香港 \| 1900年代香港 \| 1910年代香港               |
| 年份： | 1877年香港 \| 1878年香港 \| 1879年香港 \| 1880年香港 \| 1881年香港 \| 1882年香港 \| 1883年香港 \| 1884年香港 \| 1885年香港 |
| 紀年： | 辛巳年（蛇年）、香港開埠40周年                                                                                             |

## 大事記
- 1月19日，太平山發生大火[1]，焚屋36間。
- 4月3日，當局公佈人口調查數字為16萬，包括駐軍7,544人。[2]
- 6月13日，伍廷芳在立法局會議上，首次倡議建電車系統。[2]
- 6月14日，香港政府憲報公佈在港華人113,462人，其中本地出生者為3,668名，佔總人口3.2%。[2]
- 6月15日，The Hongkong Telegraph（士蔑報）創刊，由美籍牙醫約瑟夫·諾貝爾（Robert Frazer-Smith）創辦。[2]
- 7月6日，太古洋行在鰂魚涌建煉糖廠。[3]
- 7月，署理輔政司史釗域離港，由監獄司湯隆基署任。[2]
- 9月11日，港督軒尼詩到中國內地訪問，由署理輔政司湯隆基署理港督。[2]
- 10月14日，颱風正面襲港，11人喪生[4]。
- 12月20日，英國皇儲亞厘畢·愛德華及喬治王子到港訪問。[2]
- 本年[2]：
  - 頒佈《調查戶口條例》。
  - 立法局通過《華人歸化英籍條例》。
  - 中國電報總局在港設分公司。
  - 港府於灣仔開設首間師範學堂。
  - 官立及政府資助學校共92間，學生2,808人。
  - 本年納稅3,000港元以上的大業主共20人，華商佔17人，交稅最多的為華人首富李陞。
  - 華商「安泰保險公司」加入香港總商會，成為該會首個華資會員。
  - 加拿大「昌興輪船公司」開辦香港往來日本及溫哥華的遠洋客輪線。
  - 太古集團及怡和洋行建議開辦香港來往澳洲的渡輪航線，最終由仁記洋行負責營運。
  - 政府財政收入為132萬港元，支出98萬。[2]
  - 總人口為160,402人，外國人佔9,712名。[2]